# الدمنه (الحديدة)

تعديل مصدري - تعديل

الدمنه هي إحدى قرى مديرية بيت الفقيه، التابعة لمحافظة الحديدة اليمنية، بلغ تعداد سكانها 1108 نسمة حسب الإحصاء الذي جرى عام 2004.